# Downton Abbey (film)
Downton Abbey, distribuito in Italia anche come Downton Abbey - Il film, è un film del 2019 diretto da Michael Engler.
La pellicola è il sequel dell'omonima serie televisiva, iniziata nel 2010 e terminata nel 2015 dopo 52 episodi.

## Trama
Nel 1927 Buckingham Palace invia una lettera per informare Robert e Cora Crawley, conte e contessa di Grantham, che re Giorgio V e la regina Mary visiteranno Downton Abbey durante un tour reale nello Yorkshire. Al piano di sopra e al piano di sotto di Downton Abbey sono tutti entusiasti della prestigiosa visita reale, ad eccezione di Violet Crawley, contessa vedova di Grantham. Violet è turbata dal fatto che sua cugina Lady Maud Bagshaw, dama di compagnia della regina, sia inclusa nell'entourage. Robert è infatti cugino di primo grado di Maud e il suo parente più stretto, e Violet ritiene fermamente che debba essere Robert a ereditare la fortuna di Maud, ma quest'ultima si è sempre rifiutata; da ciò è seguita una rottura dei rapporti e le due non si vedono da tanti anni. Arrivano a Downton i primi membri dell'entourage reale. Includono il signor Wilson, paggio di Sua Maestà; la signora Lawton, sarta della regina; e Richard Ellis, il valletto del re. Wilson e Lawton si dimostrano fin da subito arroganti nei confronti del personale di Downton e snobbano il maggiordomo Thomas Barrow. Al contrario, Ellis è gentile, specialmente nei confronti di Barrow. Intanto, la figlia maggiore dei Crawley, Lady Mary Talbot, ritiene che Barrow non sia in grado di gestire una visita reale, quindi chiede a Carson di riprendere temporaneamente il suo lavoro.
Dopo il ritorno di Carson nella casa, arrivano i restanti membri dell'entourage reale, che intende soppiantare completamente lo staff di Downton durante il periodo di permanenza dei sovrani, creando delusione al piano di sotto. Intanto, il maggiore Chetwode arriva al villaggio di Downton e si reca da Tom Branson, il genero dei Grantham. Tom, un repubblicano irlandese, crede che Chetwode sia un investigatore incaricato di tenerlo d'occhio per assicurarsi che non attenti alla vita dei sovrani. Bertie ed Edith (Crawley) Pelham, marchese e marchesa di Hexham, arrivano a Downton il giorno prima della visita reale. La mattina dopo il re e la regina arrivano a Downton.
Il re e la regina vengono presentati all'intera famiglia Crawley. Poi Violet e Maud si scambiano gelidi convenevoli. Infine, Tom ha un incontro casuale con la cameriera di Maud, Lucy Smith, rimanendone affascinato. Durante il successivo pranzo a Downton, il re chiede a Bertie di accompagnare il Principe di Galles in un viaggio di tre mesi nelle colonie africane. La notizia angoscia Lady Edith, la figlia minore di Crawley, che rivela a Bertie di essere incinta e che avrebbe partorito proprio mentre Bertie si sarebbe trovato in Africa. Bertie accetta di provare a chiedere al re di non partecipare più al tour. Prima della parata reale che inizia attraverso il villaggio di Downton, Chetwode si posiziona vicino a dove il re sta aspettando l'artiglieria reale, ignaro del fatto che Tom sia diventato sospettoso nei suoi confronti. Mentre Chetwode punta una pistola contro Giorgio V, Tom lo affronta inchiodandolo a terra, mentre Mary lo disarma. I veri detective reali arrestano Chetwode, un simpatizzante dei repubblicani irlandesi che pensava erroneamente che Tom fosse un alleato.
Anna e John Bates riuniscono lo staff per riprendere il controllo al piano di sotto e per difendere l'onore di Downton. Barrow ed Ellis inducono il signor Wilson con uno stratagemma a rimandare a Londra alcuni membri del personale della famiglia reale. Anna somministra un forte sonnifero nel tè di Courbet, e il signor Wilson viene "accidentalmente" rinchiuso nella sua camera da letto, permettendo alla signora Patmore e Daisy di preparare la cena, e al signor Carson con i tre valletti di Downton - Andy, Molesley momentaneamente ritornato dal suo lavoro di insegnante, e Albert - di servire a tavola. Quando il re loda Courbet per il nuovo menù non previsto, Molesley lo corregge impulsivamente, rivelandogli che è stato lo staff di Downton a preparare la cena e a servirla. Robert si scusa per lo sfogo di Molesley, ma la Regina gli assicura che sono abituati a persone che si comportano in modo ancora più bizzarro nei loro confronti.
Quella stessa sera Barrow ed Ellis vanno a York. Mentre Ellis fa visita ai suoi genitori, Barrow lo aspetta in un pub. A un certo punto un uomo invita Barrow a seguirlo in un nightclub gay segreto. Poco dopo l'arrivo di Barrow la polizia fa irruzione nel club. Ellis, che è segretamente omosessuale, usa la sua posizione a Buckingham Palace per ottenere il rilascio di Barrow. Successivamente, i due uomini sviluppano un legame, decidendo che si incontreranno di nuovo. A Downton, intanto, Isobel capisce che Lucy è in realtà la figlia illegittima di Maud, il che spiega perché Maud si rifiuti di riconoscere il cugino Robert come suo erede universale. Isobel affronta Maud e la esorta ad informare Violet.
La mattina dopo, l'assistente cuoca Daisy, che dubitava che il cameriere Andy fosse l'uomo giusto per lei, scopre che Andy aveva sabotato le riparazioni della caldaia perché era geloso del fatto che Daisy fosse attratta dall'idraulico della caldaia. La confessione di Andy fa capire a Daisy i suoi veri sentimenti e inizia a pianificare il loro matrimonio. Durante il ballo ad Harewood, la principessa Mary informa i suoi genitori che Tom l'ha ispirata a rimanere con suo marito e chiede al re di dire qualcosa di carino a Tom. Il re si avvicina a Tom e lo ringrazia per aver sventato l'assassinio.
Allo stesso modo, il re esonera Bertie dal partecipare al tour coloniale e apprendiamo in seguito che Cora aveva chiesto alla regina di intervenire a tal proposito presso il re. Maud intanto racconta a Violet di Lucy. Violet pianifica immediatamente di unire le due famiglie attraverso Lucy e Tom quando le viene detto che Tom ha chiesto a Lucy di scrivergli. Mary interroga in privato sua nonna riguardo al suo recente viaggio a Londra. Violet confida che i test medici hanno rivelato che potrebbe morire presto, ma assicura ad una sconvolta Mary che l'eredità di Downton è al sicuro nelle sue mani. Tom cerca Lucy sulla terrazza e balla con lei alle prime luci del giorno. Nella scena finale, il signor Carson e la signora Hughes lasciano la casa meditando sul destino di Downton e della famiglia Crawley.

## Produzione

### Sviluppo
Nell'aprile 2016 è stata annunciata l’idea di un film, con Julian Fellowes come sceneggiatore. Una sceneggiatura è stata distribuita ai membri del cast originale a inizio 2017. Il 13 luglio 2018, i produttori hanno confermato il film e hanno fissato l’inizio della produzione a metà 2018.
A fine agosto 2018, è stato riportato che Brian Percival, il regista del film precedentemente annunciato, aveva abbandonato il progetto per diventare soltanto un produttore esecutivo e che Michael Engler lo avrebbe sostituito.

### Casting
I ritorni di membri del cast originale come Hugh Bonneville, Elizabeth McGovern, Michelle Dockery, Laura Carmichael e Maggie Smith, è stato confermato, mentre Joanne Froggatt ha confermato il suo coinvolgimento in un annuncio separato. Lily James e Ed Speleers hanno rivelato che non sarebbero stati coinvolti nel film.
Nell'agosto 2018 sono stati annunciati i nuovi arrivati nel cast, ossia Imelda Staunton, Geraldine James, Tuppence Middleton, Simon Jones, David Haig, Kate Phillips e Stephen Campbell Moore. Sebbene non sia stato mostrato nel trailer, i produttori hanno affermato che Simon Jones e Geraldine James avrebbero interpretato rispettivamente il re e la regina, mentre David Haig sarebbe apparso come il maggiordomo del re.
Nel settembre 2018 è stato confermato che Matthew Goode avrebbe ripreso il suo ruolo ma solo brevemente per altri impegni, mentre sono stati confermati i ritorni di Jim Carter, Brendan Coyle, Kevin Doyle, Harry Hadden-Paton, Robert James-Collier, Allen Leech, Phyllis Logan, Sophie McShera, Lesley Nicol e Penelope Wilton e la nuova entrata Max Brown.

### Riprese
Le riprese del film sono iniziate nell'agosto 2018 a Londra. Altre riprese vengono effettuate all'Highclere Castle, ambientazione principale della serie televisiva, e a Lacock. Le riprese sono terminate nel novembre 2018.

## Promozione
Il primo teaser trailer del film viene diffuso il 14 dicembre 2018, mentre il 21 maggio 2019 viene diffuso il primo trailer.

## Distribuzione
La pellicola è stata distribuita nelle sale cinematografiche britanniche a partire dal 13 settembre 2019, in quelle statunitensi dal 20 settembre ed in quelle italiane dal 24 ottobre.

### Edizione italiana
Il doppiaggio italiano del film è stato effettuato presso la CDC Sefit Group con la collaborazione de La BiBi.it e curato da Gianni G. Galassi.

## Accoglienza

### Incassi
Nel primo weekend di programmazione nelle sale statunitensi il film si posiziona al primo posto del botteghino, incassando 31 milioni di dollari. A fine corsa il film ha incassato 193,8 milioni di dollari in tutto il mondo.

### Critica
Sull'aggregatore Rotten Tomatoes il film riceve l'85% delle recensioni professionali positive, con un voto medio di 6,89 su 10 basato su 174 critiche; su Metacritic ottiene un punteggio di 64 su 100 basato su 38 critiche, mentre al CinemaScore ottiene una A.

## Riconoscimenti
- 2019 - Hollywood Film Awards[32]
  - Migliori costumi ad Anna Mary Scott Robbins
- 2019 - San Diego Film Critics Society Awards[33][34]
  - Candidatura per il miglior cast
  - Candidatura per i migliori costumi a Anna Mary Scott Robbins
- 2019 - Satellite Award[35]
  - Candidatura per i migliori costumi a Anna Mary Scott Robbins
- 2020 - Costume Designers Guild Award[36]
  - Candidatura per i migliori costumi in un film storico ad Anna Mary Scott Robbins
- 2020 - Critics' Choice Awards[37]
  - Candidatura per la miglior scenografia a Donal Woods e Gina Cromwell
  - Candidatura per i migliori costumi a Anna Mary Scott Robbins

## Sequel
Nel settembre 2019 il produttore Gareth Neame ha dichiarato che in caso di successo del film potrebbe arrivare un sequel. Nel gennaio 2020 viene annunciato che Julian Fellowes inizierà a scrivere la sceneggiatura dopo aver finito di lavorare alla serie televisiva The Gilded Age. Nell'aprile 2020, sempre il produttore Neame dichiara che la sceneggiatura sarà completata nel corso dell'anno ma che per iniziarne la produzione bisognerà attendere che tutto il cast sia disponibile nello stesso periodo per le riprese.
Nel settembre 2020, l'attore Jim Carter ha confermato il sequel, che ha già una sceneggiatura definitiva e verrà girato nel 2021; nel febbraio 2021 Maggie Smith viene confermata nel cast e l'inizio delle riprese viene fissato tra il marzo e l'aprile 2021; nel marzo 2021 Dominic West si unisce al cast.
Nell'aprile 2021, insieme all'inizio delle riprese, viene annunciato il titolo ufficiale, Downton Abbey 2, l'aggiunta al cast di Hugh Dancy, Laura Haddock e Nathalie Baye, e la data di distribuzione nelle sale cinematografiche, che sarà dal 22 dicembre 2021; nel luglio 2021 però la data viene rinviata al 18 marzo 2022.
Nell'agosto 2021 il titolo viene cambiato in Downton Abbey II - Una nuova era (Downton Abbey: A New Era).